# Wojciech Gola
Wojciech Maciej Gola (ur. 24 maja 1988 w Poznaniu) – polski przedsiębiorca, influencer i celebryta. Współzałożyciel i współwłaściciel federacji Fame MMA.

## Kariera sportowa
Wojciech Gola w młodości z powodzeniem uprawiał wyczynowo ekstremalną jazdę na rowerze. Zajął pierwsze miejsce w pierwszych polskich zawodach slopestyle’owych Slopestyle Groober Company 2006 w Łodzi, pierwsze miejsce w RB Kozzy Style 2006 – największych zawodach slopestyle’owych w Czechach i siódme miejsce w pierwszych mistrzostwach świata w SMX w Niemczech w 2006 roku. Zwycięzca plebiscytu organizowanego przez serwis rower.com na Bikera roku 2006 w konkurencjach grawitacyjnych.

## Wykształcenie
Jest absolwentem Akademii Wychowania Fizycznego im. Eugeniusza Piaseckiego w Poznaniu, gdzie ukończył studia na kierunku Turystyka i Rekreacja. Uzyskał tytuł magistra.

## Działalność biznesowa i kariera medialna
Swoją pierwszą działalność gospodarczą, w obszarze produkcji filmowej, założył po śmierci ojca, w wieku 19 lat. Było to studio produkcyjne 360studios, które wyprodukowało m.in. teledysk do piosenki rapera Kaczora Ile dni.
W 2013 roku został uczestnikiem pierwszej, a następnie kolejnych ośmiu edycji Warsaw Shore: Ekipa z Warszawy. Z programu odszedł w 2018 roku.
W kwietniu 2017 roku wspólnie z Damianem „Stiflerem” Zduńczykiem założył kanał na YouTube pod nazwą WYZWANI. Treści na kanale inspirowane były kultowym amerykańskim programem Jackass. W kolejnych odcinkach Gola i Stifler rzucali sobie wzajemne niecodzienne wyzwania, które często bywały wręcz niebezpieczne dla ich zdrowia. “WYZWANI” cieszyli się ogromną popularnością. Suma wyświetleń to prawie 32 000 000, a liczba subskrybentów wyniosła blisko 400 000. Od 2019 roku odcinki programu były emitowane na kanale MTV Polska.
Był pomysłodawcą utworzenia polskiej federacji organizującej walki freak-fight. W maju 2018 roku został wspólnikiem spółki o nazwie Fame MMA. Pierwsza gala Fame MMA odbyła się w 2018 roku w Koszalinie. Federacja szybko zdobyła olbrzymią popularność. W maju 2023 roku odbyła się 18. gala zorganizowana przez Fame MMA. Wydarzenia każdorazowo ogląda komplet osób na największych halach widowiskowo-sportowych w Polsce oraz miliony przed ekranami.
Wojciech Gola jest również współpomysłodawcą i założycielem popularnego kanału na YouTube o nazwie GOATS, który powstał z inicjatywy jednych z najbardziej popularnych influencerów w Polsce. Oprócz Goli w projekcie udział biorą jeszcze: Sylwester Wardęga, Michał „Boxdel” Baron, Kacper Błoński, Piotr „Izak” Skowyrski.
W kwietniu 2023 roku Gola został współzałożycielem plotkarskiego serwisu Dywanik.pl, skupiającego się na aktywności polskich influencerów.
Oprócz branży internetowej Wojciech Gola powołał do życia dwie firmy (WA Investment, Invelo Energy) – które dostarczają rozwiązań dla klientów indywidualnych oraz biznesowych w branży odnawialnych źródeł energii.

## Inne informacje
W 2023 roku Gola przyznał, że stwierdzono u niego napadowe migotanie przedsionków, w związku z czym poddaje się zabiegom ablacji.
5 marca 2025 roku Centralne Biuro Śledcze Policji we współpracy z Krajową Administracją Skarbową zatrzymało Wojciecha Golę w związku z podejrzeniem o organizowanie nielegalnych loterii w internecie. Na polecenie prokuratora z zachodniopomorskiego pionu PZ PK funkcjonariusze CBS Policji zatrzymali 10 osób w śledztwie dotyczącym m.in. przestępstw karno-skarbowych związanych z organizowaniem internetowych gier losowych.

## Lista walk
MMA
| Wynik     | Bilans | Przeciwnik             | Rozstrzygnięcie                                          | Runda | Czas | Rozgrywki                      | Data       | Miejsce             | Uwagi         |
| --------- | ------ | ---------------------- | -------------------------------------------------------- | ----- | ---- | ------------------------------ | ---------- | ------------------- | ------------- |
| Przegrana | 1-3    | Łukasz Tuszyński (0-0) | TKO (ciosy pięściami w parterze)                         | 3     | 1:09 | Fame 25: Revolution            | 05.04.2025 | Częstochowa         |               |
| Przegrana | 1-2    | Dawid Malczyński (3-1) | TKO (niezdolność do kontynuowania walki - kontuzja nogi) | 2     | 2:00 | Fame 7: Popek vs. Stifler      | 05.09.2020 | Łódź                |               |
| Wygrana   | 1-1    | Marcin Krasucki (1-1)  | Poddanie (duszenie zza pleców)                           | 1     | 1:27 | Fame 6: Zusje vs. Linkimaster  | 26.03.2020 | Nieporaz            |               |
| Przegrana | 0-1    | Joel Morris (0-0)      | TKO (ciosy pięściami)                                    | 2     | 1:00 | Fame UK 1: Gowland vs. McKenna | 14.12.2019 | Newcastle upon Tyne | Co-Main Event |

Kick-boxing
| Wynik   | Bilans | Przeciwnik          | Rozstrzygnięcie       | Runda | Czas | Rozgrywki                   | Data       | Miejsce | Uwagi      |
| ------- | ------ | ------------------- | --------------------- | ----- | ---- | --------------------------- | ---------- | ------- | ---------- |
| Wygrana | 1-0    | Piotr Witczak (1-0) | Decyzja (jednogłośna) | 3     | 3:00 | XFS - Night of Champions 10 | 07.10.2017 | Poznań  | Zasady K-1 |

Walka na niestandardowych zasadach
| Wynik   | Bilans | Przeciwnik           | Rozstrzygnięcie                                             | Runda | Czas | Rozgrywki    | Data       | Miejsce | Uwagi |
| ------- | ------ | -------------------- | ----------------------------------------------------------- | ----- | ---- | ------------ | ---------- | ------- | --- |
| Wygrana | 1-0    | Tomasz Olejnik (0-0) | TKO (poddanie przez narożnik – wrzucenie ręcznika do ringu) | 1     | 1:08 | Fame: Reborn | 09.12.2023 | Łódź    | Boks w małych rękawicach do MMA. Specjalne zasady: Walka 2 kontra 2 (Sylwester Wardęga oraz Wojciech Gola przeciwko Sebastianowi Fabijańskiemu oraz Tomaszowi Olejnikowi), niedozwolona walka w przewadze 2 na 1, nie ma limitu nokdaunów oraz gdy jeden z zawodników jest liczony, drugie starcie zostaje przerwane dopóki liczony zawodnik nie powróci do pojedynku. Main Event |